# سیدی بورویس
سیدی بورویس (به عربی: سیدی بورویس) یک منطقهٔ مسکونی در تونس است که در استان سلیانه واقع شده‌است. سیدی بورویس ۳٬۲۶۵ نفر جمعیت دارد.